# Bulbophyllum blepharocardium
Bulbophyllum blepharocardium är en orkidéart som beskrevs av Rudolf Schlechter. Bulbophyllum blepharocardium ingår i släktet Bulbophyllum och familjen orkidéer. Inga underarter finns listade i Catalogue of Life.